# Eretmocerus flavus
Eretmocerus flavus är en stekelart som beskrevs av Krishnan och Vasantharaj David 1996. Eretmocerus flavus ingår i släktet Eretmocerus och familjen växtlussteklar.
Artens utbredningsområde är Iran. Inga underarter finns listade i Catalogue of Life.